# 馬倫哥尼效應
馬倫哥尼效應是指在流體界面，因為表面張力梯度而造成的傳質現象。這種現象最早是由義大利物理學家卡羅·馬倫哥尼首先在1865年論文中研究發表的，所以以此命名。
當兩種液體相接觸時，表面張力強的液體对周围液体的拉力更强，因此會出現表面張力弱的液體向強的液体方面滲透的现象。同一種溶液會因為濃度低而增強表面張力，所以濃溶液也會滲透到稀溶液中。
在简单情况下，流速 {\displaystyle u\approx \Delta \gamma /\mu }，其中 {\displaystyle \Delta \gamma } 是表面张力差，{\displaystyle \mu } 是液体的粘度。室温下，水的表面张力约为 0.07 N/m，粘度约为 10−3 Pa s。因此，即使水的表面张力发生百分之几的变化，也能产生近 1 m/s 的馬倫哥尼流。因此，馬倫哥尼流很常见并且很容易被观察到。
馬倫哥尼效應在研究生物學細胞體液輸送上有非常重要的作用，此外工業上矽晶片乾燥也要應用這個理論。